# Bạch tuộc Wolfi
Bạch tuộc Wolfi (Danh pháp khoa học: Octopus wolfi) là một loài bạch tuộc trong họ Octopodidae. Loài này được phát hiện năm 1913, sau nhiều năm tìm kiếm ở vùng biển Ấn Độ-Thái Bình Dương.

## Đặc điểm
Loài bạch tuộc Wolfi mệnh danh là nhỏ bé nhất trên thế giới. Một con bạch tuộc Wolfi trưởng thành chỉ cân nặng 1 gram và dài khoảng 1,5 cm nghĩa là nó có thể bám thoải mái trên đầu ngón tay. Chúng trái ngược với hình ảnh của đã con bạch tuộc khổng lồ đến mức ăn thịt được cả cá voi, dìm đắm cả một con tàu như trong các bộ phim tùng xem.